# FIBA European Champions Cup 1961-1962
La Coppa dei Campioni 1961-1962 di pallacanestro venne vinta dai sovietici della Dinamo Tbilisi sugli spagnoli del Real Madrid.
Fu il quinto successo, in altrettante edizioni per le squadre dell'Unione Sovietica.

## Turno di qualificazione
| Team numero 1        | Agg.      | Team numero 2         | Andata | Ritorno |
| -------------------- | --------- | --------------------- | ------ | ------- |
| CS Casablanca        | 84 - 166  | Real Madrid           | 46-84  | 38-82   |
| Celtic Dublino       | 122 - 226 | Antwerpse             | 62-82  | 60-144  |
| The Wolves Amsterdam | 87 - 113  | Alsace Bagnolet       | 40-52  | 47-61   |
| Etzella Ettelbruck   | 110 - 149 | USC Heidelberg        | 51-66  | 59-83   |
| Engelmann Vienna     | 141 - 185 | AŠK Olimpija          | 77-99  | 64-86   |
| SISU Copenaghen      | 90 - 156  | Kisa-Toverit Helsinki | 57-70  | 33-86   |
| Hapoel Tel Aviv      | 166 - 130 | Panathinaikos Atene   | 82-58  | 84-72   |
| Wissenschaft Berlino | 119 - 197 | Honvéd                | 58-84  | 61-113  |
| Benfica Lisbona      | 97 - 174  | Ignis Varese          | 49-73  | 48-101  |

## Ottavi di finale
| Team numero 1         | Agg.      | Team numero 2        | Andata | Ritorno |
| --------------------- | --------- | -------------------- | ------ | ------- |
| Kisa-Toverit Helsinki | 145 - 179 | Legia Varsavia       | 65-86  | 80-93   |
| Ignis Varese          | 144 - 163 | Real Madrid          | 82-80  | 62-83   |
| USC Heidelberg        | 139 - 192 | AŠK Olimpija         | 81-95  | 58-97   |
| Hapoel Tel Aviv       | 139 - 140 | Darüşşafaka Istanbul | 69-65  | 70-75   |
| Honvéd                | 148 - 149 | Iskra Svit           | 90-74  | 58-75   |
| Steaua Bucureşti      | 153 - 159 | Dinamo Tbilisi       | 76-77  | 77-82   |
| Antwerpse             | 137 - 127 | Alsace Bagnolet      | 87-61  | 50-66   |

## Quarti di finale
| Team numero 1        | Agg.      | Team numero 2  | Andata | Ritorno |
| -------------------- | --------- | -------------- | ------ | ------- |
| CSKA Mosca           | 140 - 110 | Iskra Svit     | 85-53  | 55-57   |
| Darüşşafaka Istanbul | 116 - 164 | Dinamo Tbilisi | 67-80  | 49-84   |
| Antwerpse            | 143 - 173 | AŠK Olimpija   | 87-83  | 56-90   |
| Legia Varsavia       | 144 - 162 | Real Madrid    | 73-62  | 71-100  |

## Semifinali
| Team numero 1 | Agg.      | Team numero 2  | Andata | Ritorno |
| ------------- | --------- | -------------- | ------ | ------- |
| CSKA Mosca    | 137 - 152 | Dinamo Tbilisi | 71-75  | 66-77   |
| AŠK Olimpija  | 158 - 160 | Real Madrid    | 105-91 | 53-69   |

## Finale
| Team numero 1  | Ris.  | Team numero 2 |
| -------------- | ----- | ------------- |
| Dinamo Tbilisi | 90-83 | Real Madrid   |

| Coppa dei Campioni 1961-1962 |
| ---------------------------- |
| Dinamo Tbilisi 1º titolo     |

## Formazione vincitrice
| N° | Naz.                        | Ruolo | Sportivo              |  | Alt. |  |
| -- | --------------------------- | ----- | --------------------- |  | ---- |  |
| 5  | Unione Sovietica (bandiera) | C     | Levan Moseshvili      |  |      |  |
| 6  | Unione Sovietica (bandiera) | P     | Guram Minashvili      |  |      |  |
| 7  | Unione Sovietica (bandiera) | C     | Ilarion Khazaradze    |  |      |  |
| 8  | Unione Sovietica (bandiera) | A     | Revaz Gogelia         |  |      |  |
| 9  | Unione Sovietica (bandiera) | A     | Valeri Altabaev       |  |      |  |
| 10 | Unione Sovietica (bandiera) | C     | Anzor Lezhava         |  |      |  |
| 11 | Unione Sovietica (bandiera) | A     | Levan Intskirveli     |  |      |  |
| 12 | Unione Sovietica (bandiera) | A     | Vladimer Ugrekhelidze |  |      |  |
| 13 | Unione Sovietica (bandiera) | A     | Aleksandr Kiladze     |  |      |  |
| 14 | Unione Sovietica (bandiera) | C     | Aleksandr Petrov      |  |      |  |
| 15 | Unione Sovietica (bandiera) | A     | Anton Kazandjian      |  |      |  |
| 16 | Unione Sovietica (bandiera) | A     | Amiran Skhiereli      |  |      |  |
|    | Unione Sovietica (bandiera) | All.  | Otar Korkia           |  |      |  |